# 21110 Karlvalentin
21110 Karlvalentin (1992 RC1) là một tiểu hành tinh vành đai chính được phát hiện ngày 4 tháng 9 năm 1992 bởi F. Borngen và L. D. Schmadel ở Tautenburg.